# Heteronygmia opalescens
Heteronygmia opalescens är en fjärilsart som beskrevs av Schultze 1934. Heteronygmia opalescens ingår i släktet Heteronygmia och familjen tofsspinnare. Inga underarter finns listade i Catalogue of Life.